# 지엔지피
지엔지피(영어: GNGP)는 웰빙테크를 전신으로 하여 설립된 서울특별시 서초구에 위치한 다단계판매 업체이다. 2012년 공정거래위원회는 웰빙테크에 불법 다단계 영업으로 인한 과징금 44억원을 부과했다. 공정위가 조사한 바에 따르면 웰빙테크는 취업을 미끼로 대학생 등 청년층 구직자를 모집해 귀가 방해, 폭언, 협박, 청약철회 방해 등으로 2만여명에게 1000억원어치의 물건을 강매하였다. 서울 서초구에 본사가 있으며 전국 7개 지점과 17개 교육센터를 보유하고 있다.

## 영업 방식
소비자에게 물품을 팔아 매출을 올리기보다 신규고객에게 판매원 등록을 조건으로 일정 규모 이상 물건을 사도록 권유하는 영업행태를 보인다. 보통 ‘좋은 직장을 소개해 주겠다’라는 말로 새로운 판매원을 모집하며, 건강식품이나 화장품을 사도록 권유한다. 구매할 돈이 없을 경우 대출을 알선하여준다. 판매원의 첫 단계인 FC(First Class) 직급이 되려면 100만~200만원, SC(Silver Class) 직급이 되려면 500만~600만원의 물품을 구매해야 한다. 판매 대금 중 일부는 직급에 따라 상위판매원에게 수당으로 지급된다. 그러나 공정거래위원회가 발표한 ‘2013년도 다단계 판매업자 매출액·후원수당 등 주요정보 공개’에 따르면 다단계업체 판매원 99%의 연소득 평균은 46만9000원에 불과한 것으로 나타났다.

## 던전오브다단계
2015년 다음 웹툰 던전오브다단계는 지엔지피를 중심으로하여 다단계 영업의 사기성을 고발하였다. 주인공 영수는 친구 석환의 소개로 '웰빙테크놀로지'에 가입하여 금전적, 정신적 피해를 입는다. 만화는 다단계업체의 주장도 가감없이 그대로 담고 있으며, 그러한 주장이 거짓이라고 반박한다. 작가 서자희는 취업을 준비하는 대학생들이 다단계의 꾀임에 빠지지 않기를 바라며 만화를 기획하였다.